# Đồng Nai 8–0 Thanh Hóa
Trận đấu giữa câu lạc bộ Đồng Nai và câu lạc bộ Thanh Hóa diễn ra vào ngày 12 tháng 4 năm 2014, trong khuôn khổ vòng 12 giải bóng đá vô địch quốc gia Việt Nam năm 2014, trên sân vận động Đồng Nai, thành phố Biên Hòa, tỉnh Đồng Nai, thời điểm đó là sân nhà của câu lạc bộ Đồng Nai. Trận đấu kết thúc với chiến thắng đậm 8–0 cho đội chủ nhà Đồng Nai.
Trước trận đấu này, câu lạc bộ bóng đá Thanh Hóa đang có thành tích thi đấu rất tốt khi bất bại trong chín trận đấu gần nhất và nắm giữ ngôi đầu bảng xếp hạng. Trong khi đó, câu lạc bộ Đồng Nai cũng vừa có được chuỗi ba chiến thắng liên tiếp trước đó. Bước vào trận đấu, câu lạc bộ Thanh Hóa sớm phải thi đấu thiếu người khi thủ môn Tô Vĩnh Lợi nhận thẻ đỏ ngay ở phút thứ chín. Tận dụng lợi thế hơn người cũng như việc được thi đấu trên sân nhà, câu lạc bộ Đồng Nai đã ghi tám bàn thắng vào lưới của đội khách, với cú hat-trick của cầu thủ người Brazil, Luiz Henrique, một cú đúp của Phạm Hữu Phát và ba bàn còn lại do công của Candelario Gomez, Nguyễn Hải Anh và Đinh Kiên Trung; trong khi đội khách không thể ghi bàn vào lưới đối phương.
Sau trận đấu này, câu lạc bộ Thanh Hóa thi đấu sa sút và mất ngôi đầu bảng, để tuột chức vô địch vào tay câu lạc bộ Becamex Bình Dương, và huấn luyện viên trưởng Mai Đức Chung đã phải từ chức vào cuối mùa giải. Cùng với trận đấu giữa Sông Lam Nghệ An và Đồng Tâm Long An ở mùa giải trước đó, đây là một trong hai trận thắng có tỷ số đậm nhất trong lịch sử giải vô địch quốc gia Việt Nam. Tuy vậy, do diễn ra trong thời điểm bóng đá Việt Nam thoái trào, xảy ra các vụ án bán độ gây chấn động nên trận đấu này cũng đặt ra nhiều nghi vấn trong việc có hay không nạn dàn xếp tỷ số trận đấu.

## Bối cảnh

### Tình hình bóng đá trong nước
| STT | Câu lạc bộ         | ST | T | H | B | BT | BB | HS  | Đ  |
| --- | ------------------ | -- | - | - | - | -- | -- | --- | -- |
| 1   | Thanh Hóa          | 9  | 7 | 2 | 0 | 15 | 6  | +9  | 23 |
| 2   | Becamex Bình Dương | 10 | 6 | 2 | 2 | 28 | 15 | +13 | 20 |
| 3   | Than Quảng Ninh    | 11 | 5 | 2 | 4 | 20 | 18 | +2  | 17 |
| 4   | Đồng Nai           | 10 | 4 | 4 | 2 | 18 | 16 | +2  | 16 |
| 5   | Hà Nội T&T         | 7  | 5 | 0 | 2 | 23 | 13 | +10 | 15 |

Trận đấu giữa Đồng Nai và Thanh Hóa được ấn định tại vòng 12 của Giải bóng đá vô địch quốc gia 2014. Mùa giải V.League 2014 diễn ra mà chỉ có 13 đội tham dự, trong khi 8 đội tham dự giải hạng Nhất. Ở thời điểm đó, bóng đá Việt Nam đang trải qua một cuộc khủng hoảng sâu sắc, khi các đội tuyển quốc gia liên tiếp thất bại ở sân chơi châu lục và khu vực, cùng với cuộc khủng hoảng kinh tế khiến cho mùa giải 2013 trước đó chỉ có 12 câu lạc bộ tham dự. Sự việc câu lạc bộ Xi măng Xuân Thành Sài Gòn bỏ giải khi mùa bóng 2013 trôi về những vòng đấu cuối khiến cho những hoài nghi của dư luận đã dấy lên về vấn đề làm bóng đá chuyên nghiệp căn cơ, bài bản; còn trưởng ban tổ chức V.League là ông Trần Duy Ly phải nhận án kỷ luật khiển trách.
Thời điểm trận đấu diễn ra, xảy ra vụ án bán độ gây rúng động của câu lạc bộ bóng đá Xi măng The Vissai Ninh Bình trong trận đấu của đội bóng này tại AFC Cup. Sự việc đã ảnh hưởng lớn tới giải vô địch quốc gia, khiến cho câu lạc bộ Ninh Bình xin dừng thi đấu tại V.League 2014 và được chấp thuận, buộc giải vô địch quốc gia phải thay đổi lịch thi đấu. Trước vòng đấu thứ 12, cả Đồng Nai và Thanh Hóa vẫn đang duy trì một vị trí trong tốp năm đội dẫn đầu, khi Thanh Hóa bất bại, đứng đầu bảng và Đồng Nai đứng ở vị trí thứ tư. Bám đuổi với đội bóng xứ Thanh ở tốp đầu là câu lạc bộ Becamex Bình Dương với chuỗi chiến thắng liên tiếp để leo lên nhì bảng sau cuộc khủng hoảng đầu mùa giải.

### Câu lạc bộ bóng đá Đồng Nai
Năm 2012, câu lạc bộ bóng đá Đồng Nai được đặc cách thăng hạng giải bóng đá vô địch quốc gia năm 2013, do giải đấu khủng hoảng thành phần tham dự. Trong mùa giải đầu tiên thi đấu tại giải vô địch quốc gia, Đồng Nai đã kết thúc mùa giải ở vị trí thứ bảy, với sáu chiến thắng, bảy hòa và bảy thua. Sau khi kết thúc mùa bóng 2013, để chuẩn bị cho V.League 2014, câu lạc bộ Đồng Nai đã chia tay nhiều ngôi sao, tuy nhiên họ cũng có những sự thay thế chất lượng như Nguyễn Thành Long Giang, Phạm Hữu Phát,... Về ngoại binh, Gomez, Thiago và Luiz Henrique đã được câu lạc bộ đăng ký với ban tổ chức V.League 2014; trong đó, hai cầu thủ Thiago và Luiz Henrique đã thể hiện thành công ở giải đấu giao hữu BTV Cup khi khoác áo câu lạc bộ Bangu Athletico của Brazil. Trên băng ghế huấn luyện, Trần Bình Sự đảm nhận cương vị huấn luyện viên trưởng.
Ở vòng mở màn V.League năm 2014, câu lạc bộ Đồng Nai đã có trận hòa 2-2 trước đội khách Xi măng The Vissai Ninh Bình. Sau đó, câu lạc bộ đã có chuỗi trận tương đối tốt, họ thắng bốn, hòa bốn và thua hai, đứng ở vị trí thứ tư trên bảng xếp hạng sau vòng đấu thứ 11 trong đó có ba chiến thắng liên tiếp trong ba vòng gần nhất lần lượt trước Hoàng Anh Gia Lai, Sông Lam Nghệ An và QNK Quảng Nam.

### Câu lạc bộ bóng đá Thanh Hóa
Mùa giải 2006, câu lạc bộ Thanh Hóa (lúc đó dưới tên Halida Thanh Hóa) giành quyền thăng hạng lên V.League và bắt đầu chơi tại giải bóng đá vô địch quốc gia từ năm 2007. Mùa bóng 2013, dưới sự dẫn dắt của huấn luyện viên Mai Đức Chung, câu lạc bộ Thanh Hóa cán đích ở vị trí thứ năm chung cuộc với chín trận thắng, sáu trận hòa và năm trận thua, thậm chí từng có thời điểm là đối thủ lớn nhất để cạnh tranh chức vô địch với câu lạc bộ Hà Nội T&T. Để chuẩn bị cho mùa giải năm 2014, bên cạnh việc giữ chân Nastja Ceh – cầu thủ từng dự World Cup cho đội tuyển Slovenia, Thanh Hóa còn chiêu mộ thêm các tân binh nhằm nâng cao chất lượng đội hình như Lê Văn Tân, Van Bakel, Duy Nam, Xuân Luân và Sunday. Huấn luyện viên Mai Đức Chung vẫn đóng vai trò là huấn luyện viên trưởng dẫn dắt câu lạc bộ.
Thanh Hóa khởi đầu V.League 2014 khá ấn tượng, với hai trận thắng, một trận hòa trong tháng 1, đứng đầu bảng xếp hạng, trong đó các chiến thắng đều đến trước những đối thủ mạnh như SHB Đà Nẵng, Sông Lam Nghệ An, và đoạt cả ba danh hiệu tháng 1 cũng như tháng 2 gồm câu lạc bộ xuất sắc nhất, huấn luyện viên xuất sắc nhất và cầu thủ xuất sắc nhất. Tính đến trước vòng đấu thứ 12, câu lạc bộ vẫn tiếp tục duy trì phong độ cao với chín trận bất bại gồm bảy thắng, hai hòa, giành 23 điểm và đứng đầu bảng xếp hạng, trong đó có chiến thắng 3–1 trước nhà đương kim vô địch Hà Nội T&T và đối thủ cạnh tranh trực tiếp Becamex Bình Dương. Tuy nhiên, ở vòng 11, câu lạc bộ Thanh Hóa không thi đấu, đối thủ bám đuổi là Becamex Bình Dương đánh bại Đồng Tâm Long An 3–1 để rút ngắn cách biệt với Thanh Hóa xuống còn ba điểm và đá nhiều hơn một trận.

## Trận đấu

### Diễn biến thi đấu
Với lợi thế sân nhà, câu lạc bộ Đồng Nai kiểm soát thế trận và tổ chức triển khai tấn công về phía khung thành đội khách. Ở phút thứ mười, tiền đạo Gomez đã có pha đột phá vượt qua trung vệ Van Bakel và đối mặt thủ môn Tô Vĩnh Lợi, buộc thủ thành này phải truy cản trái phép trong vòng cấm. Trọng tài Nguyễn Trọng Thư đã cho đội chủ nhà hưởng quả penalty đồng thời rút thẻ đỏ truất quyền thi đấu đối với thủ môn của đội khách. Bất lợi này khiến Thanh Hóa phải rút tiền vệ Xuân Tú để đưa thủ môn Viết Nam vào trấn giữ khung thành. Trên chấm đá 11m, Phạm Hữu Phát đã mở tỷ số cho câu lạc bộ Đồng Nai. Phải nhận bàn thua trước và chơi thiếu người, câu lạc bộ Thanh Hóa đã bộc lộ sự thiếu tập trung. Phút thứ 21, Hải Anh cướp bóng từ chân tiền vệ Nastja Ceh, sau đó có chọc khe cho Luiz Henrique dứt điểm chéo góc và nâng tỷ số lên 2–0. Thanh Hóa xem như vỡ trận, các pha tấn công của đội bóng này không hiệu quả và bị đội chủ nhà hóa giải. Trong khi đó, đội chủ nhà tiếp tục ghi thêm bàn thắng vào lưới câu lạc bộ Thanh Hóa. Phút 36, Hải Anh có pha đi bóng vượt qua hàng thủ Thanh Hóa rồi dứt điểm nâng tỷ số lên 3–0 cho đội chủ nhà. Đến phút bù giờ thứ hai của hiệp một, Đinh Kiên Trung có cú sút từ ngoài vòng cấm, bóng đi vào góc xa khung thành nâng tỷ số lên 4–0 cho Đồng Nai. Trong khi đó, đội khách Thanh Hóa chỉ có một tình huống gây ra sóng gió cho đội chủ nhà trong hiệp một, khi Văn Tân dứt điểm cận thành và bị thủ môn Đồng Nai dùng chân cản phá. Kết thúc hiệp một, Đồng Nai dẫn trước đội Thanh Hóa với tỷ số 4–0.
Ở hiệp hai, dù huấn luyện viên Mai Đức Chung của Thanh Hóa đã đưa ra một số điều chỉnh về nhân sự, nhưng không giúp Thanh Hóa thi đấu tốt hơn. Trong khi đó, chủ nhà Đồng Nai tiếp tục tạo ra các cơ hội về phía khung thành đội khách, dù đã giảm nhịp độ trận đấu. Phút 65, Luiz Henrique có pha dứt điểm nhưng bóng đi vọt xà ngang. Đến phút thi đấu thứ 68, Hải Anh có pha kiến tạo cho Candelario Gomez đánh đầu ghi bàn nâng tỷ số lên 5–0 cho Đồng Nai, và chỉ khoảng hai phút sau, Luiz Henrique dứt điểm và ghi bàn thắng thứ sáu cho đội chủ nhà. Vào những phút cuối trận, cầu thủ người Brazil này ghi bàn thắng thứ ba của mình trong trận đấu (lập hat-trick) ở phút thứ 86, sau đó Hữu Phát cũng đã ghi bàn thứ hai (lập cú đúp) ở phút thứ 90+1 bằng một cú sút xa đập cột dọc đi vào lưới. Trận đấu kết thúc với tỷ số 8–0, với chiến thắng dành cho đội chủ nhà Đồng Nai.

### Kết quả chung cuộc
| Đồng Nai | 8–0 | Thanh Hóa |
| --- | --- | --------- |
| Phạm Hữu Phát 13', 90+1' · Luiz Henrique 21', 70', 86' · Nguyễn Hải Anh 36' · Đinh Kiên Trung 45+2' · Candelario Gomez 68' |     |           |

| Đồng Nai | Thanh Hóa |

|                  |    |                         |     |       |
|                  |    |                         |     |       |
| TM               | 25 | Nguyễn Thanh Diệp       |     |       |
| HV               | 4  | Thiago Aquino           |     | 46'   |
| HV               | 8  | Đinh Kiên Trung         |     |       |
| HV               | 9  | Candelario Gomez        |     |       |
| TV               | 10 | Phạm Hữu Phát           |     |       |
| TV               | 17 | Luiz Henrique           |     |       |
| TV               | 19 | Lê Hữu Phát             |     |       |
| TV               | 20 | Nguyễn Thành Long Giang | 24' | 45+5' |
| TĐ               | 23 | Nguyễn Hải Anh          |     | 80'   |
| TĐ               | 68 | Rodgers Nandwa          |     |       |
| TĐ               | 88 | Trần Thanh Tuấn         |     |       |
| Dự bị:           |    |                         |     |       |
| HV               | 9  | Phùng Quang Trung       |     | 46'   |
| HV               | 5  | Phan Lưu Thế Sơn        |     |       |
| HV               | 16 | Nguyễn Vũ Ân            |     | 45+5' |
| TV               | 14 | Đặng Trường Xuyên       |     |       |
| TV               | 9  | Trần Hữu Thắng          |     |       |
| TV               | 38 | Ngô Đức Thắng           |     |       |
| TĐ               | 12 | Nguyễn Ngọc Anh         |     | 80'   |
| TĐ               | 11 | Nguyễn Đức Thiện        |     |       |
| Huấn luyện viên: |    |                         |     |       |
| Trần Bình Sự     |    |                         |     |       |

|                  |    |                       |    |     |
|                  |    |                       |    |     |
| TM               | 1  | Tô Vĩnh Lợi           | 9' |     |
| HV               | 5  | Nguyễn Xuân Luân      |    |     |
| HV               | 16 | Nguyễn Xuân Thành     |    |     |
| HV               | 91 | Danny van Bakel       |    |     |
| HV               | 23 | Lê Đức Tuấn           |    | 75' |
| TV               | 20 | Nghiêm Xuân Tú        |    | 12' |
| TV               | 6  | Rogerio Machado       |    | 46' |
| TV               | 10 | Nastja Čeh            |    |     |
| TV               | 14 | Võ Duy Nam            |    |     |
| TĐ               | 80 | Sunday Emmanuel       |    |     |
| TĐ               | 13 | Jonathan Quartey      |    |     |
| Dự bị:           |    |                       |    |     |
| TM               | 56 | Nguyễn Viết Nam       |    | 12' |
| HV               | 26 | Trần Tấn Đạt          |    | 75' |
| HV               | 85 | Mai Xuân Hợp          |    |     |
| HV               | 15 | Lưu Văn Hương         |    |     |
| HV               | 36 | Lê Văn Sáu            |    |     |
| TV               | 19 | Lê Quốc Phương        |    | 46' |
| TV               | 7  | Nguyễn Vũ Hoàng Dương |    |     |
| TV               | 33 | Phạm Minh Hiếu        |    |     |
| TV               | 11 | Đặng Khánh Lâm        |    |     |
| Huấn luyện viên: |    |                       |    |     |
| Mai Đức Chung    |    |                       |    |     |

| Trợ lý trọng tài: Lê Ngọc Ân Võ Thành Hưng Trọng tài thứ tư: Trần Văn Lập Nguồn: | Giám sát trận đấu: Phạm Văn Chương Giám sát trọng tài: Bùi Như Đức |

## Sau trận đấu

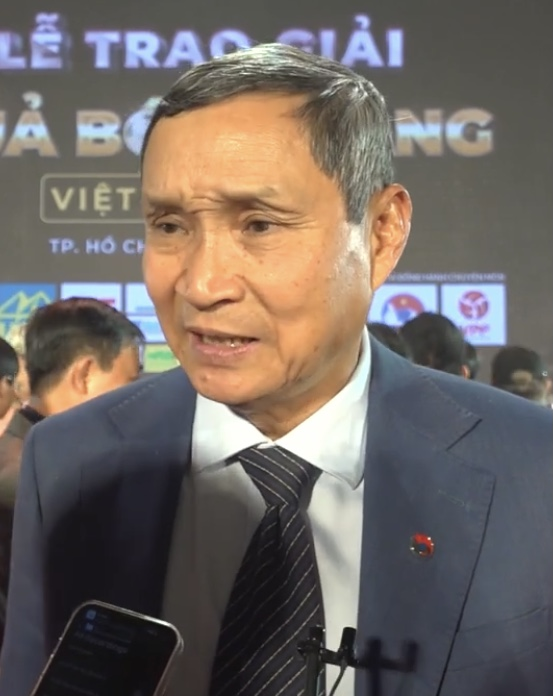
Huấn luyện viên Mai Đức Chung, người dẫn dắt câu lạc bộ Thanh Hóa mùa giải 2014

Sau trận đấu, huấn luyện viên Mai Đức Chung của câu lạc bộ Thanh Hóa thừa nhận đội bóng Thanh Hóa không phải là đội bóng mạnh, dù cho họ vừa trải qua chuỗi chín trận bất bại trước đó; và ông cũng cho rằng việc bị mất người từ quá sớm khiến đội bóng của ông vỡ trận. Còn về phía đội chủ nhà, huấn luyện viên Trần Bình Sự nhận định đấu pháp của Thanh Hóa rất dễ bắt bài, và đội bóng của ông tự tin chiến thắng trong cuộc đối đầu với Thanh Hóa. Chủ tịch Nguyễn Văn Đệ, các cầu thủ và các cổ động viên Thanh Hóa cũng tỏ ra buồn và sốc vì thất bại đến tám bàn của đội nhà.
Trận thua câu lạc bộ Đồng Nai là trận thua đầu tiên của câu lạc bộ Thanh Hóa ở mùa giải 2014, và là trận đấu thứ hai liên tiếp mà đội bóng này không thể giành chiến thắng. Trận thua khiến cho Thanh Hóa mất vị trí đầu bảng vào tay câu lạc bộ Becamex Bình Dương, đội bóng đã đánh bại Quảng Nam trên sân Tam Kỳ với tỷ số 3–0. Dù ở vòng đấu sau đó, câu lạc bộ Thanh Hóa đã giành chiến thắng 3–2 trước Than Quảng Ninh và vô địch lượt đi V.League 2014, đồng thời thắng lại chính câu lạc bộ Đồng Nai 3–0 trong trận lượt về trên sân nhà ba tuần sau, nhưng chuỗi trận không tốt trong giai đoạn hai của mùa giải khiến câu lạc bộ Thanh Hóa chỉ về đích thứ ba chung cuộc và chức vô địch V.League 2014 thuộc về Becamex Bình Dương. Còn huấn luyện viên Mai Đức Chung thì xin từ chức khi mùa giải còn chưa kết thúc, sau trận thua trên sân của Đồng Tâm Long An.
Trận thắng 8–0 của Đồng Nai trước Thanh Hóa là trận thắng có tỷ số cách biệt lớn nhất trong lịch sử giải vô địch quốc gia Việt Nam, cùng với trận đấu giữa Sông Lam Nghệ An và Đồng Tâm Long An ở mùa giải trước đó. Đây cũng là trận thua đậm nhất của câu lạc bộ Thanh Hóa khi tham dự V.League.
Do diễn ra trong giai đoạn bóng đá Việt Nam thoái trào và thời điểm đó đang xuất hiện sự việc câu lạc bộ bóng đá Ninh Bình bán độ, trận đấu này cũng làm dấy lên những nghi vấn xung quanh vấn nạn cá độ bóng đá và dàn xếp tỷ số, làm giảm niềm tin từ dư luận vào chất lượng thực sự của V.League. Về phía câu lạc bộ Đồng Nai, các cầu thủ của câu lạc bộ này cũng đã vướng phải một vụ án dàn xếp tỷ số khác cũng diễn ra ở mùa giải 2014. Những cầu thủ này đã tham gia cá cược ở World Cup 2014 và tham gia dàn xếp tỉ số một số trận đấu của đội Đồng Nai ở V.League, đỉnh điểm là trận thua của đội bóng này trước Than Quảng Ninh. Nhóm cầu thủ tham gia bán độ bị treo giò vĩnh viễn và phải chấp hành hình phạt tù. Câu lạc bộ Đồng Nai cũng đã phải xuống hạng ở mùa giải 2015 sau đó.